# Ареал

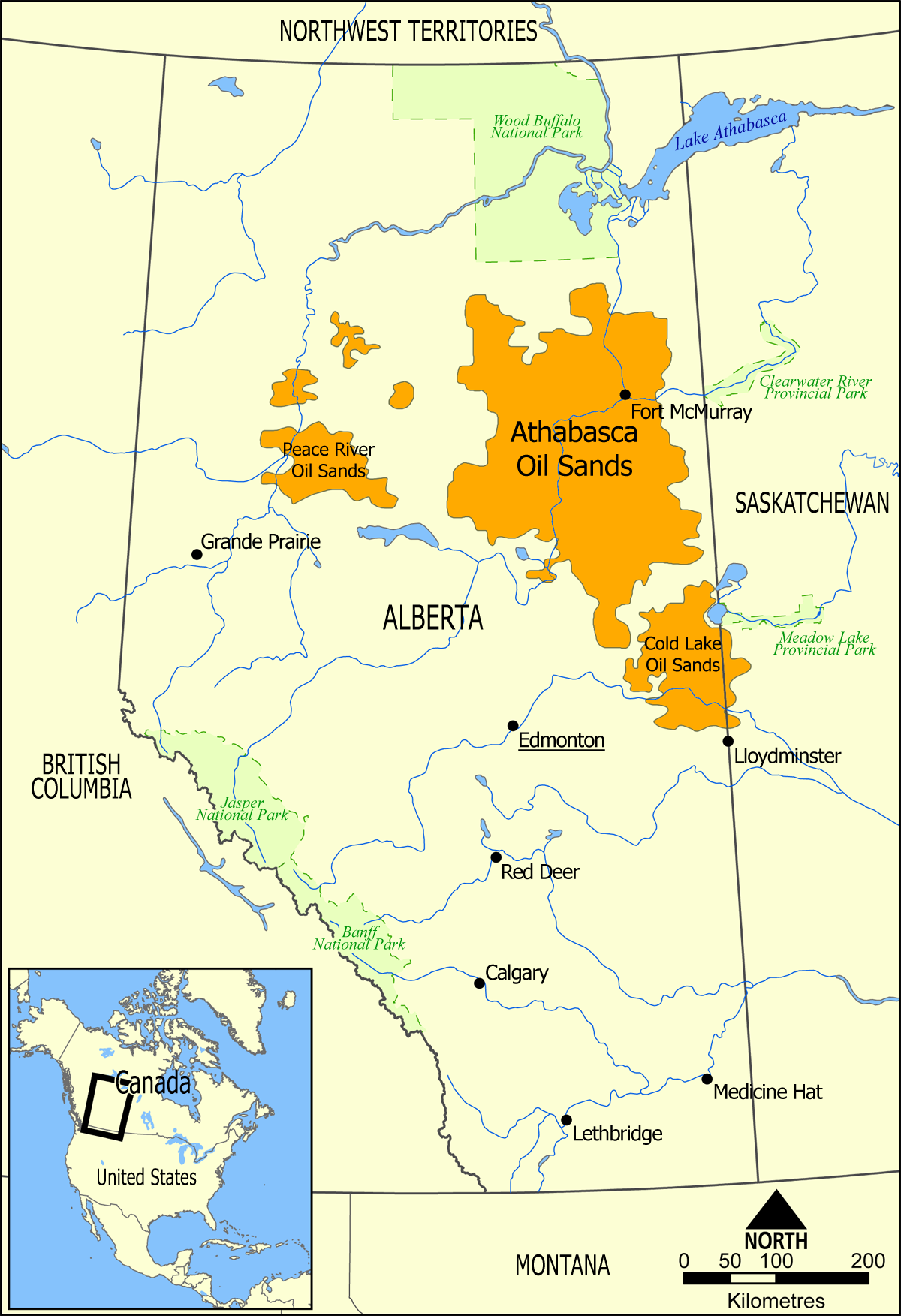
Ареал битуминозных песков в Альберте

Ареа́л (от лат. area: область, площадь, пространство) — область распространения какого-либо явления, определённого типа сообществ организмов, сходных условий или объектов (например, населённых мест); в биологии — область распространения таксона — определённая акватория или территория. В медицине ареалом возбудителя болезни называют область естественного распространения возбудителя данного инфекционного заболевания (см. нозоареал).
Метод ареалов (в картографии) — один из способов картографического изображения.
Аналогичной общегеографической трактовки придерживаются и другие издания. В ряде энциклопедий отдельной статьёй представлена только биологическая трактовка и т.д.
Различают два вида ареалов:
- обособленный, за пределами которого данное явление не встречается;
- относительный, где наблюдается лишь сосредоточение того или иного явления.

## В биологии и биогеографии

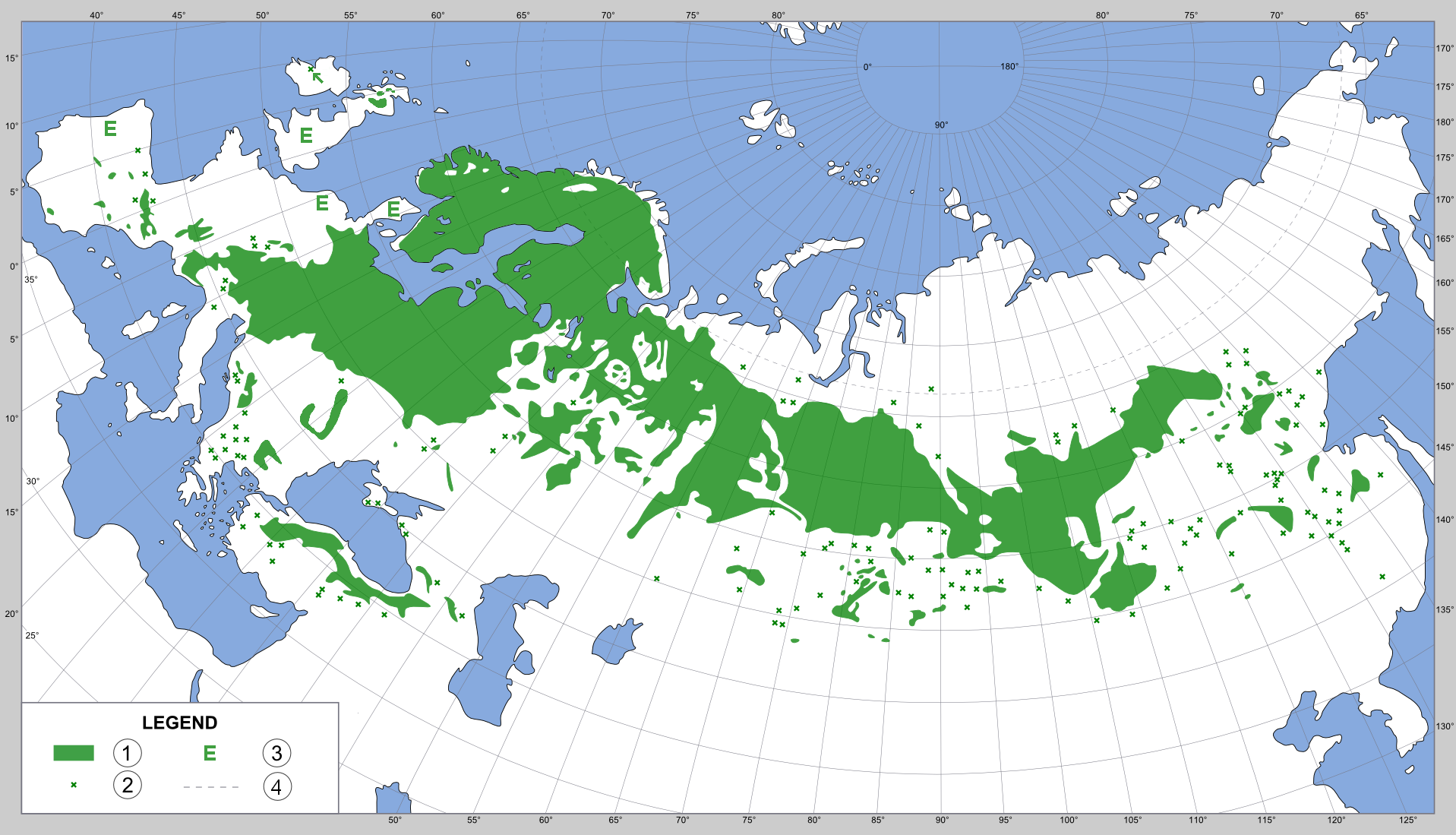
Картографическое изображение ареала Сосна обыкновенная|сосны обыкновенной (Pinus sylvestris)

Область распространения таксона. Одно из основных понятий в биологических дисциплинах, изучающих географическое распространение организмов, — географии растений и зоогеографии. Иногда к слову ареал ошибочно добавляется слово обитания («ареал»), что приводит к плеоназму.
Ареал бывает прерывистым, реликтовым и сплошным.
Ареал вида представляет собой сочетание видовых требований с определённой суммой экологических условий на обширной территории или акватории. Однако эта эколого-географическая сопряжённость видов осложняется изменениями физико-географических условий в прошлом: климата, растительного покрова, формы земной поверхности и пр. Поэтому ареал вида является суммированным эффектом современных и предшествовавших условий. В результате, в географическом распределении видов и их комплексов — флор для растений и фаун для животных — наблюдается ряд неравномерностей и свои закономерности.

Картографическое изображение ареала Атлантическая сельдь|атлантической сельди (Clupea harengus)

Для большинства видов ареал является географически сплошным, но у многих видов он разорван (дизъюнктивен), часто из-за глобальных естественных процессов, коренным образом поменявших условия среды в отдельных местах их исходного обитания. Важнейшими причинами образования разорванных ареалов (в частности, на территории Евразии) явились ледниковый период и ксеротермические межледниковые периоды; в результате ряд северных форм оказался занесён далеко на юг, а некоторые южные формы проникли на север. В этих оторванных от сплошного ареала частях такие виды являются реликтами, в приведённом примере — ледниковыми и ксеротермическими.

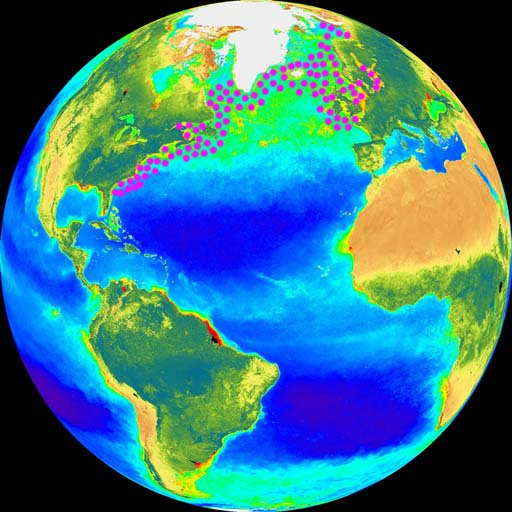
Изображение ареала Атлантическая сельдь|атлантической сельди (Clupea harengus) точечным способом (на основе SeaWIFS НАСА)

Нередко эволюция вида к современному периоду завершалась его дифференциацией на пару или несколько очень близких, фенотипически сходных видов, которые при более тщательном изучении оказываются разными. Такие виды-двойники могут либо иметь неперекрывающиеся ареалы, то есть быть аллопатрическими, либо могут быть симпатрическими (при частичном пересечении ареалов или при полном их совпадении).
В настоящее время ареалы многих видов изменены в результате их интродукции человеком на новые территории.
Вследствие межвидовой конкуренции ареал, который вид может занять (аутэкологический) и который занимает фактически, (синэкологический), различаются. То же самое можно говорить про экологические ниши: фундаментальную или потенциальную — которую вид может занять в принципе, и фактическую — которую вид занимает при наличии межвидовой конкуренции.
При картографическом изображении ареала вначале на карту наносят конкретные местонахождения изучаемого таксона (точечный ареал). Точечный ареал может быть оконтурен, а внутри его штриховкой или цифровыми обозначениями даётся информация об обилии, встречаемости и других характеристиках таксона.